# Шторє
Шторє (словен. Štorje) — поселення в общині Сежана, Регіон Обално-крашка, Словенія. Висота над рівнем моря: 347,9 м.